# Хенри Коул
Хенри Коул (на английски: Henry Cole) е английски администратор, дизайнер, писател и куратор.

## Биография
Роден е на 15 юли 1808 година в Бат в семейството на офицер. Учи в интерната „Крайстс Хоспитал“ в Хоршъм, след което работи като чиновник в архивите, започва да рисува илюстрации. През 1843 година отпечатва първата в света търговски предлагана коледна картичка, занимава се с промишлен дизайн, пише поредица от детски книги. През 40-те години развива активна дейност, организирайки поредица големи изложения на промишлен дизайн и се сближава с кралското семейство, особено с принц Алберт. Участва активно в създаването на музея „Виктория и Албърт“, който ръководи от 1857 до 1873 година.
Хенри Коул умира на 18 април 1882 година в Лондон.